# Ad Solem
 (avril 2022).
Si vous disposez d'ouvrages ou d'articles de référence ou si vous connaissez des sites web de qualité traitant du thème abordé ici, merci de compléter l'article en donnant les références utiles à sa vérifiabilité et en les liant à la section « Notes et références ».
Ad Solem est une maison d'édition catholique francophone, établie à Genève depuis les années 1990 puis à Paris, rue Jacob, depuis décembre 2009, fondée et animée par Grégory Solari.

## Histoire
Fondée à Genève en 1969 par le philosophe et poète Claude Martingay (1920-2016), Ad Solem fut longtemps une  simple collection de livres de spiritualité, avec notamment dans son catalogue « L’Ermitage » (1969), « Les Portes du Silence » (1972) et « Les Lettres spirituelles d’Hadewijch d’Anvers » (1973). En 1992, Grégory Solari transforme la collection en maison d'édition qui publie des ouvrages contemporains de théologie, liturgie, exégèse, mystique, spiritualité, ainsi que des textes à caractère philosophique et poétique. En moyenne, Ad Solem publie 300 titres par an. 
En février 2016, la maison d'édition intègre le groupe Artège. Ad Solem poursuit son activité éditoriale sous la direction de Grégory Solari mais dans le cadre de ce groupe d'édition, qui devient le groupe Elidia en 2016.